# Il bambino di Valentina
Il bambino di Valentina è la decima storia a fumetti di Valentina, celebre personaggio creato da Guido Crepax. Realizzata per la pubblicazione su libro, riprende la vicenda direttamente dalla fine de La Marianna la va in campagna ed il suo inizio si colloca temporalmente prima di Un poco Loco.

## Trama
Ai Ronchi, dopo la scomparsa di Marianna, Valentina e Philip trovano una scarpa per terra e si divertono a inventarne la storia. Si addentrano nel giardino di una casa dove vedono un quadro di una donna senza scarpa, ma vengono interrotti dal custode. Tornati a casa, Valentina immagina che un maniaco abbia rapito e dipinto la donna, bruciandone poi il corpo nella stufa, mentre Philip pensa a un capitano di marina che l'abbia fotografata e poi ritratta. Una sera sulla spiaggia, Valentina rimane incinta di Philip.
A Milano, alla fine della gravidanza, Valentina viene contattata dal custode (che rivela di essere in realtà il proprietario) della misteriosa casa dei Ronchi; lei incuriosita accetta di incontrarlo con Philip. Durante il tragitto, però, le si rompono le acque e devono andare in ospedale. Durante il travaglio, Valentina e Philip elaborano parallelamente le conclusioni delle loro storie sulla donna senza scarpa, influenzati ciascuno a modo suo dalla gravidanza. Valentina immagina di sostituire la donna del quadro: il proprietario diventa un ginecologo che la sottopone a esercizi e dieta, mentre Marianna riappare, scatenando gelosia. Valentina si libera della gravidanza con un rito di stregoneria, ma torna prigioniera del ginecologo. Cerca di ingannarlo con un manichino e infine pensa di fuggire attraverso l'armadio. Philip, invece, si immagina come un marinaio che vede la donna del quadro su una nave. Aiuta a trasportare bare piene di corpi di donne; poi si tuffa per seguire una di queste, arrivando in Algeria dove ritrova il capitano che seda la donna del quadro. La segue sottoterra fino a trovarla, scoprendo che ha l'aspetto di Valentina.
La storia si conclude con il parto e la nascita di un maschio.

## Personaggi

### Valentina Rosselli
Fotografa milanese, in questa storia mostra attraverso i sogni e l'immaginazione la sua esperienza rispetto alla gravidanza.

### Philip Rembrandt
Philip, ormai definitivamente al fianco di Valentina come suo compagno, mostra anch'egli di vivere la gravidanza attraverso fantasie oniriche.

## Curiosità
- Come i due episodi precedenti, anche questo si svolge ai Ronchi, località della Versilia dove Crepax era solito passare le vacanze estive con la famiglia. Inoltre la nascita del bambino di Valentina e Philip coincide con la nascita di Giacomo, terzo figlio di Crepax con la moglie Luisa.

## Pubblicazioni
- Milano Libri (Valentina con gli stivali) ottobre 1970
- RCS (Volume 4) 2007
- Salani (Biografia di un personaggio) 2010
- Mondadori (Volume 1) 2014